# Luzulaspis kosztarabi
Luzulaspis kosztarabi är en insektsart som beskrevs av Koteja och Ferenc Kozár 1979. Luzulaspis kosztarabi ingår i släktet Luzulaspis och familjen skålsköldlöss. Inga underarter finns listade i Catalogue of Life.